# Lucha Social
Lucha Social fue un periódico editado en Santiago de Compostela entre 1919 y 1921.

## Historia y características
Periódico de tendencia obrera, apareció el 15 de marzo de 1919. Comenzó como portavoz de la Federación de Sociedades Obreras y Agrícolas de Santiago, promovido por José Pasín Romero, Ezequiel Rey Turnes, Manuel Fandiño Ricart y José Silva Martínez, entre otros. Estuvo dirigido por Marcelino Puente González (marzo a julio de 1919), José Silva Martínez (del 26 de julio de 1919 a agosto de 1920), Ezequiel Rey Turnes (del 20 de agosto de 1920 a abril de 1921), Jesús Posse (del 9 de abril de 1921 hasta julio) y Valentín Canedo (del 8 de julio de 1921 hasta su desaparición). Fue suspendido por la huelga general de abril a junio de 1919. Posteriormente, luego de la desafección de los agrarios, mudó su cabecera y a partir del número 13 se convirtió en el Órgano de las Sociedades Obreras de Resistencia de Santiago y su contornos. Cesó en el segundo trimestre de 1921 tras su suspensión por la censura gobernativa.